# Севойно (футбольный клуб)
«Се́войно» (серб. ФК Севојно) — сербский футбольный клуб из города Севойно городского поселения Ужице в Златиборском округе Сербии. Клуб основан в 1950 году, домашние матчи проводит на стадионе «Край Валяонице», вмещающем 4 350 зрителей.

## История
25 июня 1951 года «Севойно» провел свою первую неофициальную игру со «Слободой» из Ужице, одержав первую в своей истории победу со счётом 1:0. Лучшего результата в югославский период клуб добился в сезоне 1968/69, когда финишировал на втором месте в региональной «Лиге Ужице/Чачак» и впервые пробился в сербскую Первую лигу, в которой выступал на протяжении течение трёх сезонов, после чего вылетел в сербскую Вторую лигу. Вернуться в элиту сербского футбола команда смогла только в сезоне 1989/90, в решающих поединках были одержаны две победы со счетом 3:0 и 1:0 над «Рядянски Обреновач».
Главным достижением клуба является выход в финал кубка Сербии в сезона 2008/09, в котором команда уступила белградскому «Партизану».
Следующий сезон 2009/10 команда завершила на втором месте и впервые в истории получила право дебютировать в Суперлиге. После того, как команда обеспечил себе место в элите, городские управления и администрировании «Севойно» и «Слободы» из Ужице договорились об объединении. 24 июня 2010 года сайты клубов официально объявили о слиянии команд в «Слобода Пойнт Севойно», которая продолжит традиции «Слободы». «Севойно» продолжил свои выступления в Златиборской лиге, в которой победил в сезоне 2010/11 и вышел Региональную лигу.

## Выступления в еврокубках
| Сезон   | Турнир      | Раунд | Соперник | 1 матч | 2 матч | Итог  |
| ------- | ----------- | ----- | -------- | ------ | ------ | ----- |
| 2009/10 | Лига Европы | 2 кв  | Каунас   | 0 : 0  | 1 : 1  | 1 : 1 |
|         |             | 3 кв  | Лилль    | 0 : 2  | 0 : 2  | 0 : 4 |

- Домашние игры выделены жирным шрифтом

## Достижения
- Первая лига
  - Вице-чемпион: 2009/10
- Кубок Сербии
  - Финалист: 2008/09